# Anesammenfald
Anesammenfald er det forhold, at nogle af en persons forfædre (eller -mødre) indtager flere pladser i anetavlen.
Anesammenfald udtrykkes i forhold til det mulige antal aner 2n i n-te generation
Anesammenfald opstår, når beslægtede (for eksempel fætre og kusiner eller næstsøskendebørn) gifter sig med hinanden.

## Forekomst
Anesammenfald kan forekomme:
1. inden for visse standsgrupper som adels- og kongeslægter, hvor det var almindeligt at man giftede sig med andre medlemmer af familien;
2. i områder adskilte fra omvendenen (øer eller bjergdale)[2];
3. på grund af trosretning hvor det kan forekomme at ægteskab mellem familiemedlemmer er almindeligt[2]
4. på grund af næringsvej hvor det kan forekomme at ægteskab mellem familiemedlemmer er almindeligt[2]

Reelt forekommer anesammenfald før eller siden for enhver af den enkle grund, at går man tilstrækkeligt langt tilbage i tiden, vil antallet af aner nå op i en størrelse, der overskrider den samlede befolkning.

## Kombinationsmuligheder
Anesammenfald kan forekomme i mange kombinationsmuligheder og jo flere, desto fjernere slægtsskab. Alene ved slægtsskabet fætter-kusine forekommer fire muligheder:
1. mandens fader kan være broder til hustruens fader,
2. mandens fader kan være broder til hustruens moder,
3. mandens moder kan være søster til hustruens fader,
4. mandens moder kan være søster til hustruens moder[4].

### Eksempler på anesammenfald
Et eksempel på anesammenfald er, at dronning Margrethe II stammer fra kong Oscar I af Sverige på to måder:
- Han er hendes fars fars mors fars far
- og hendes mors fars fars fars far.

Dette anesammenfald skyldes naturligvis, at både Frederik VIIIs dronning Louise og Frederik IXs dronning Ingrid var svenske prinsesser.
Et specielt og meget udtalt tilfælde af anesammenfald var den spanske kong Alfons 13., hvis 1024 aner udgjordes af blot 111 forskellige individer

## Aneforskydning
Aneforskydning opstår, hvis der er generationsforskydning mellem to beslægtede personer. Hvis fx en mand gifter sig med sin kusines datter, vil der være aneforskydning.

## Beregning af anesammenfald
Anesammenfaldskvotienten (ASK) udtrykker forholdet mellem antallet af faktisk forskellige aner sat i forhold til antallet af mulige forskellige aner i et givet slægtled efter formlen:
{\displaystyle ASK=1-{\frac {A_{v}}{A_{m}}}}

hvor ({\displaystyle A_{v}}) angiver faktiske, ({\displaystyle A_{m}}) mulige ulige aner i pågældende slægtled.
Anesammenfaldet beregnes som regel i procent, idet procentsatsen udtrykker andelen af anesammenfald.
For Frederik den Store af Preussen, Maria Theresia og August 2. af Polen kan anesammenfald eksempelvis beregnes således (her efter Erich Brandenburg, 1934–1937):
| Generation                     | 1      | 2      | 3       | 4       | 5       | 6       | 7       | 8       | 9       | 10      | 11      | 12      |
| ------------------------------ | ------ | ------ | ------- | ------- | ------- | ------- | ------- | ------- | ------- | ------- | ------- | ------- |
| Mulige antal aner              | 2      | 4      | 8       | 16      | 32      | 64      | 128     | 256     | 512     | 1024    | 2048    | 4096    |
| Faktiske antal aner            |        |        |         |         |         |         |         |         |         |         |         |         |
| Frederik den Store af Preussen | 2      | 4      | 6       | 10      | 18      | 35      | 63      | 118     | 201     | 357     | 627     | 1108    |
| Anesammenfald i %              | 0,00 % | 0,00 % | 25,00 % | 37,50 % | 43,75 % | 45,31 % | 50,78 % | 53,91 % | 60,74 % | 65,14 % | 69,38 % | 72,95 % |
| Maria Theresia                 | 2      | 4      | 8       | 16      | 26      | 50      | 74      | 113     | 158     | 238     | 351     | 569     |
| Anesammenfald i %              | 0,00 % | 0,00 % | 0,00 %  | 0,00 %  | 18,75 % | 21,88 % | 42,19 % | 55,86 % | 69,14 % | 76,76 % | 82,86 % | 86,11 % |
| August 2. af Sachsen           | 2      | 4      | 8       | 14      | 23      | 39      | 52      | 74      | 122     | 196     | 302     | 499     |
| Anesammenfald i %              | 0,00 % | 0,00 % | 0,00 %  | 12,50 % | 28,13 % | 39,06 % | 59,37 % | 71,09 % | 76,17 % | 80,86 % | 85,25 % | 87,82 % |